# Ханс Улрих фон Егенберг
Йохан (Ханс) Улрих фон Егенберг (на немски: Hans Ulrich von Eggenberg; Johann Ulrich von Eggenberg; * юни 1568 в Грац; † 18 октомври 1634 в Любляна) е от 1598 г. имперски фрайхер и от 1623 г. 1. имперски княз фон Егенберг, 1. херцог на Крумау в Южна Бохемия (1628 – 1634).

## Биография
Той е син на Зайфрид фон Егенберг (1526 – 1594), господар на Ерберсдорф, съпругата му Анна Бенигна Галер фон Шванберг († 1623), дъщеря на Зигмунд Галер фон Шванберг.
Йохан (Ханс) е приятел от младини на ерцхерцог Фердинанд II от Австрия. През 1615 г. той е негов главен дворцов съветник, президент на Тайния съвет и щатхалтер на Вътрешна Австрия, Долна Австрия, Горна Австрия, Щирия и Крайна.
Той умира на 18 октомври 1634 г. в Любляна (Лайбах) и е погребан в Грац.

## Фамилия
Йохан (Ханс) се жени на 5 април 1598 г. в Грац за фрайин Мария Сидония фон Танхаузен (* ок. 1579; † 9 май 1614 във Виена), дъщеря на фрайхер Конрад фон Танхаузен (1519 – 1601) и Доротея фон Тойфенбах († 1595). Те имат децата:
- Мария Анна
- Мария Отилия
- Мария Сидония († пр. 15 януари 1650 в Грац), омъжена на 3 февруари 1626 г. за граф Юлиус Найдхард фон Мьорзберг († 1642)
- Мария Франциска (1607 – 1679), омъжена на 28 юни 1620 г. в Грац за граф Леонхард VII Карл фон Харах-Рорау I Харах цу Рорау и Танхаузен (1594 – 1645)
- Йохан Антон I фон Егенберг (1610 – 1649), 2. имперски княз фон Егенберг 2. херцог на Крумау, женен на 19 октомври 1639 г. в Регенсбург за маркграфиня Анна Мария фон Бранденбург-Байройт (1609 – 1680)
- Мария Маргарета Терезия (1609/1617 – 1657), омъжена I. 1626 във Виена (анулиран 1632) за граф Адам Павел Славата з Цлуму а Кошумберка (1604 – 1657), II. за граф Михаел Йохан фон Алтхан (1597/1607 – 1649)